# معماری تمامیت‌خواه

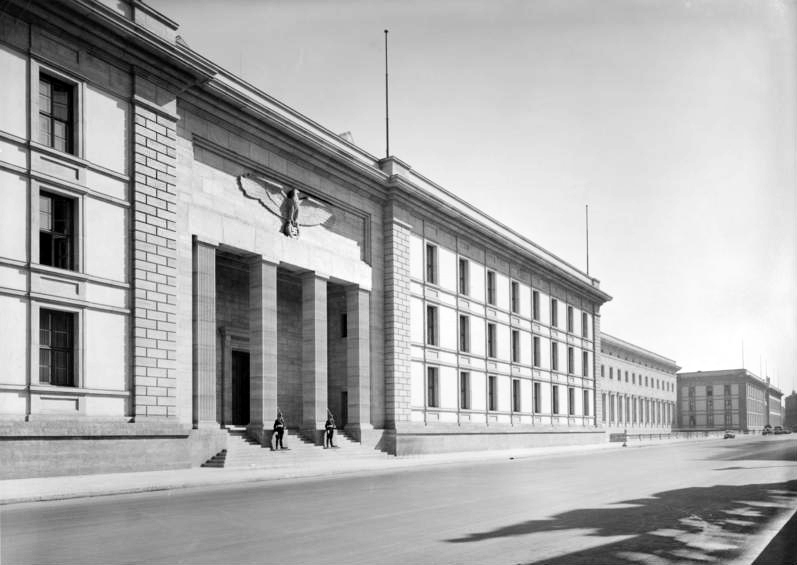
عکس تاریخی از شورای عالی رایش در برلین، آلمان.

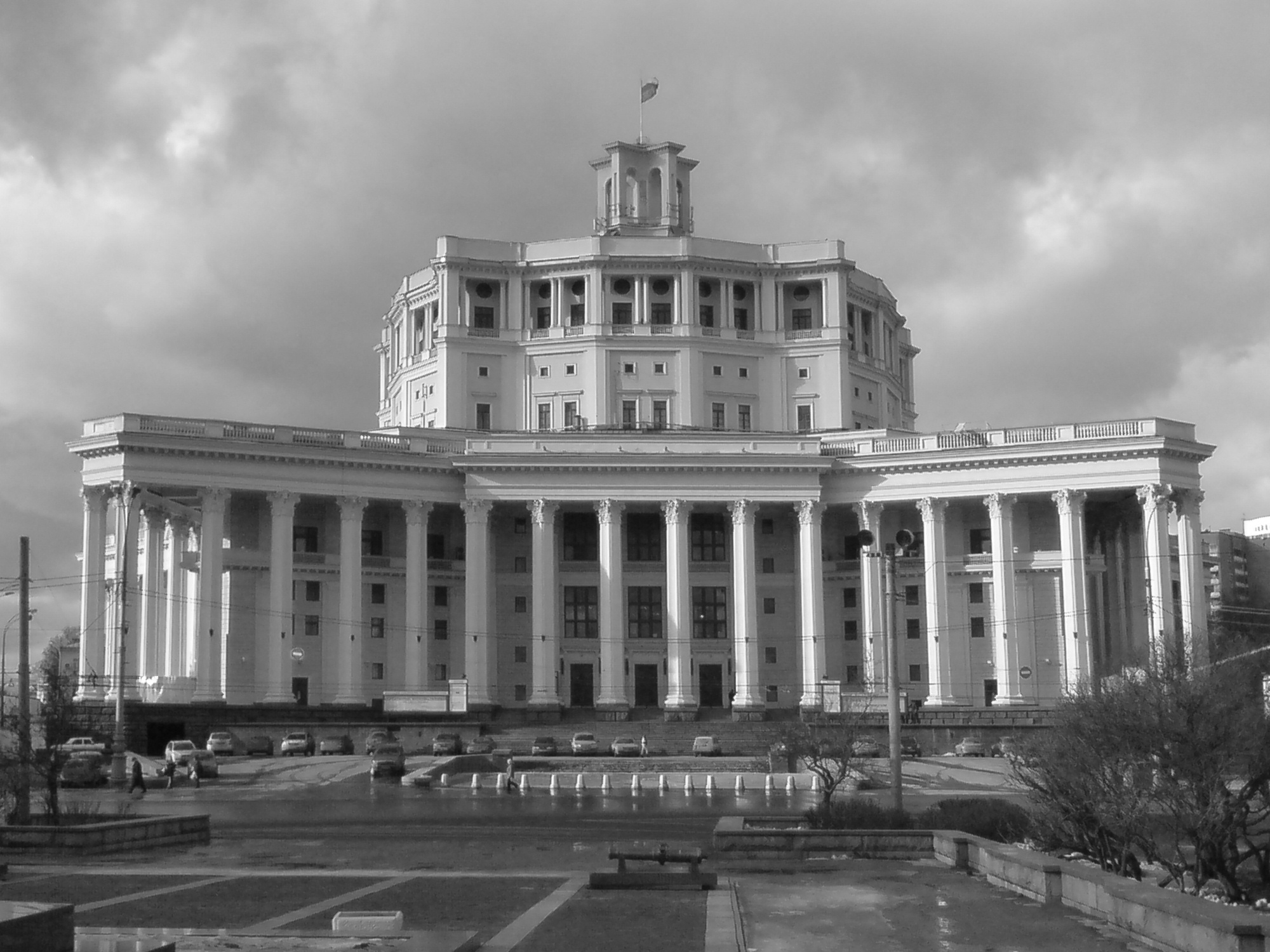
عکس تاریخی از تئاتر ارتش سرخ در مسکو، روسیه. این ساختمان به شکل ستاره کمونیست طراحی شده‌است.

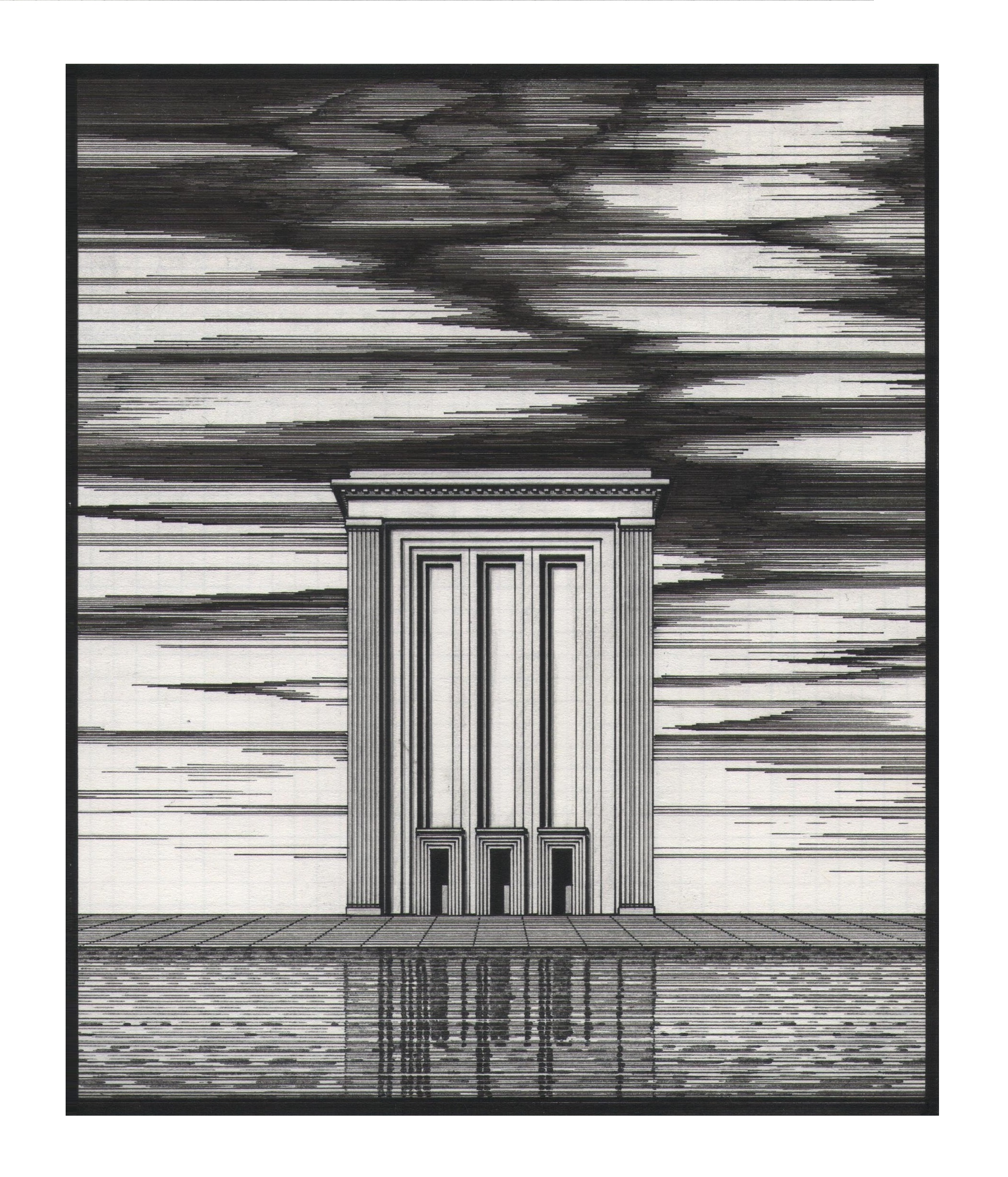
پروژه معبد قهرمانان. از آرنالدو دل ایرا (۱۹۰۳–۱۹۴۳)

معماری تمامیت‌خواه (به انگلیسی: Totalitarian architecture) به معماری ایجاد شده توسط رژیمهای تمامیت‌خواه گفته می‌شود. آثار این سبک معماری به‌گونه‌ای طراحی می‌شوند که با ابهت و عظیم جلوه کنند تا احساس قدرت و برتری را القا کنند.
برجسته‌ترین نمایندگان این سبک آلمان نازی، ایتالیای فاشیستی، امپراتوری ژاپن و اتحاد جماهیر شوروی بودند.